# U 133 (U-Boot, 1941)
U 133 war ein deutsches U-Boot vom Typ VII C, das im Zweiten Weltkrieg von der deutschen Kriegsmarine eingesetzt wurde.

## Geschichte
Der Auftrag für das Boot wurde am 7. August 1939 an die Vegesacker Werft in Bremen vergeben. Die Kiellegung erfolgte am 21. August 1940, der Stapellauf am 28. April 1941. Die Indienststellung unter Kapitänleutnant Hermann Hesse fand schließlich am 5. Juli 1941 statt.
Das Boot fuhr nach seiner Indienststellung vom 5. Juli bis zum 30. September 1941 als Ausbildungsboot bei der 7. U-Flottille in Kiel. Nach der Ausbildung gehörte U 133 vom 1. Oktober 1941 bis zum 31. Dezember 1941 als Frontboot zur 7. U-Flottille in St. Nazaire, und vom 1. Januar 1942 bis zu seiner Versenkung am 14. März 1942 als Frontboot zur 23. U-Flottille in Salamis.
U 133 absolvierte während seiner Dienstzeit drei Unternehmungen, auf denen ein Zerstörer mit 1.920 t versenkt wurde.

## Einsatzstatistik
Seine erste Unternehmung absolvierte U 133 im Nordatlantik und südöstlich von Grönland. Nach dieser Fahrt wurde das Boot in Nordfrankreich stationiert. Auf seiner zweiten Fahrt gelang der Durchbruch durch die Straße von Gibraltar. Ab dann patrouillierte U 133 im Mittelmeer.

### Erste Unternehmung
Das Boot lief am 22. Oktober 1941 um 6.00 Uhr von Kiel aus und lief am 26. November 1941 um 14.30 Uhr in St. Nazaire ein. Auf dieser 34 Tage dauernden und 5.396,2 sm über und 50,6 sm unter Wasser langen Unternehmung in den Nordatlantik, östlich der Neufundlandbank sowie südöstlich von Grönland, wurden keine Schiffe versenkt oder beschädigt. U 133 gehörte zu den U-Boot-Gruppen „Raubritter“ und „Störtebecker“, die in diesem Seegebiet alliierte Geleitzüge angriffen.

### Zweite Unternehmung
Das Boot lief am 16. Dezember 1941 um 16.30 Uhr von St. Nazaire aus und lief am 26. Dezember 1941 um 12.15 Uhr zur Ergänzung in Messina ein. Es lief am 28. Dezember 1941 um 16.00 Uhr wieder dort aus, und am 29. Dezember 1941 um 8.50 Uhr, wegen Maschinenproblemen, wieder dort ein. Es lief am 1. Januar 1942 um 16.00 Uhr von Messina aus und lief am 22. Januar 1942 um 10.15 Uhr in Salamis ein. Auf dieser 37 Tage dauernden und zirka 4.500 sm über und 479 sm unter Wasser langen Unternehmung, die nach Durchbruch durch die Straße von Gibraltar am 23. Dezember 1941 ins östliche Mittelmeer führte, wurde ein Zerstörer mit 1.920 t versenkt.
- 17. Januar 1942: Versenkung des britischen Zerstörers Gurkha (Lage) mit 1.920 t. Der Zerstörer wurde durch einen Torpedo versenkt. Es gab neun Tote.

### Dritte Unternehmung
Das Boot lief am 14. März 1942 um 17.00 Uhr von Salamis aus und wurde am selben Tag um 19.00 Uhr durch einen Minentreffer nordöstlich von Ägina versenkt.

## Verbleib
Das Boot sank (Lage) am 14. März 1942 gegen 19.00 Uhr in der Ägäis, nordöstlich von Ägina, in der alten griechischen Minensperre, die von der Kriegsmarine im April 1941 übernommen wurde. Das Wrack wurde von den griechischen Berufstauchern Efstáthios Baramátis und Theófilos Klímis in einer Tiefe von 74 Metern im Jahr 1986 wiederentdeckt. Das U-Boot befindet sich bis heute im Marine-Planquadrat CK 8948. Es war ein Totalverlust mit 45 Toten.